# Нептунея
Нептунея (лат. Neptunea) — род брюхоногих моллюсков из семейства трубачей (Buccinidae).
Моллюски рода нептунея обладают относительно крупной и обычно довольно крепкой раковиной высотой до 246 мм (Neptunea constricta var. vladivostokensis, поймана в Японском море). Устье раковины закрывается роговой крышечкой неправильной формы. Движущийся моллюск выставляет из раковины ногу, ползательной поверхностью к субстрату, и голову с двумя направленными вперёд щупальцами. В основании щупалец лежит по маленькому тёмному глазку. Между щупальцами, ближе к передней части ноги, располагается хобот. Хобот ведёт в глотку, куда открывается радула, с помощью которой моллюск слой за слоем сдирает пищу. В глотку открывается пара довольно крупных слюнных желёз. Есть указания что секрет ядовит для беспозвоночных и рыб, а также вызывает головокружение, состояние опьянения и рвоту у людей. В секрете слюнных желёз Neptunea arthritica активное вещество тетраметиламмоний (тетрамин) совместно с сильной кислотой. Подобное обнаружено и у Neptunea antiqua. Поэтому при использовании нептуней в пищу слюнные железы требуется удалять во избежание отравления. Во внутреннем мешке расположенном внутри оборотов раковины, находятся все остальные органы моллюска.
Нептунеи раздельнополы. Смены пола с возрастом не происходит. Развитие нептуней происходит без планктонной стадии, внутри довольно крупных яйцевых капсул. Отложенные самкой капсулы прикрепляются друг к другу образуя кладки. Откладка капсул и копуляция совмещены во времени. На раковине каждой самки сидит до 7 самцов того же вида с которыми происходит копуляция. Питание нептуней остается малоизученным, основной объект охоты — различные моллюски и другие беспозвоночные.

## Виды
- Neptunea acutispiralis Okutani, 1968
- Neptunea aino Fraussen & Terryn, 2007
- Neptunea alabaster Alexeyev & Fraussen, 2005
- Neptunea alexeyevi Fraussen & Terryn, 2007
- Neptunea amianta (Dall, 1890)
- † Neptunea angulata Harmer, 1914[2]
- Neptunea antiqua (Linnaeus, 1758) — Античная нептунеа[3]
- Neptunea arthritica (Bernardi, 1857)
- Neptunea aurigena Fraussen & Terry, 2007
- Neptunea beringiana (Middendorff, 1848)
- Neptunea borealis (Philippi, 1850)
- Neptunea bulbacea (Valenciennes, 1858)
- Neptunea communis
- Neptunea constricta (Dall, 1907)
- Neptunea contraria (Linnaeus, 1771)
- Neptunea convexa Goryachev, 1978
- Neptunea costaria Fraussen & Terryn, 2007
- Neptunea costaria Goryachev, 1978
- Neptunea cumingii Crosse, 1862
- Neptunea cuspidis Fraussen & Terryn, 2007
- Neptunea cybaea Fraussen & Terryn, 2007
- Neptunea decemcostata (Say, 1826)
- Neptunea despecta (Linnaeus, 1758)
- Neptunea elegantula Ito & Habe, 1965
- Neptunea ennae Sakurai & Chiba, 1969
- Neptunea eulimata (Dall, 1907)
- Neptunea frater (Pilsbry, 1901)
- Neptunea fukueae Kuroda in Kira, 1955
- Neptunea gulbini Goryachev & Kantor, 1983
- Neptunea gyroscopoides Fraussen & Terryn, 2007
- Neptunea hedychra Fraussen & Terryn, 2007
- Neptunea heros Gray, 1850
- Neptunea hesperica Fraussen & Terryn, 2007
- Neptunea hiberna Fraussen & Terryn, 2007
- Neptunea humboltiana Smith, 1971
- Neptunea insularis (Dall, 1895)
- Neptunea intersculpta (G.B. Sowerby, 1899)
- Neptunea ithia (Dall, 1891)
- Neptunea jagudinae Goryachev & Kantor, 1983
- Neptunea kuroshio Oyama in Kira, 1959
- Neptunea laeva Golikov, Goryachev & Kantor, 1987
- Neptunea lamellosa Golikov, 1962
- Neptunea laticostata Golikov, 1962
- Neptunea lyrata Gmelin, 1791 — Нептунея лирата[4]
- Neptunea magnanimita Fraussen & Terryn, 2007
- Neptunea meridionalis Smith, 1971
- Neptunea multistriata (Aurivillius, 1885)
- Neptunea nivea Okutani, 1981
- Neptunea nodositella Fraussen & Terryn, 2007
- Neptunea occaecata Fraussen & Terryn, 2007
- Neptunea ochotensis Golikov, 1962
- Neptunea oncoda (Dall, 1907)
- Neptunea polycostata Scarlato in Galkin et Scarlato, 1955 — Нептунея многоребристая
- Neptunea pribiloffensis (Dall, 1919)
- Neptunea purpurea Tiba, 1983
- Neptunea robusta Okutani, 1964
- Neptunea rugosa Golikov, 1962
- Neptunea smirnia (Dall, 1919)
- Neptunea stilesi Smith, 1968
- Neptunea subdilatata (Yen, 1936)
- Neptunea tabulata (Baird, 1863)
- Neptunea tuberculata (Yokoyama, 1929)
- Neptunea umbratica Fraussen & Terryn, 2007
- Neptunea varicifera (Dall, 1907)
- Neptunea ventricosa (Gmelin, 1791)
- Neptunea vinlandica Fraussen & Terryn, 2007
- Neptunea vinosa (Dall, 1919)
- Neptunea vladivostokensis (Bartsch, 1929)